# Ures (Guadalajara)
Ures es una localidad española del municipio de Sigüenza, perteneciente a la provincia de Guadalajara, en la comunidad autónoma de Castilla-La Mancha.

## Geografía
Dista aproximadamente 7 km de la capital municipal, Sigüenza.

## Historia
Hacia mediados del siglo XIX, el lugar, por entonces con ayuntamiento propio, tenía contabilizada una población de 53 habitantes. La localidad aparece descrita en el decimoquinto volumen del Diccionario geográfico-estadístico-histórico de España y sus posesiones de Ultramar de Pascual Madoz de la siguiente manera:

URES DE POZANCOS: ald. del dist. municipal de Pozancos, en la prov. de Guadalajara (12 leg.), part. jud. y dióc. de Sigüenza (1), aud. terr. de Madrid (22), c. g. de Castilla la Nueva: sit. en llano con buena ventilacion, y saludable clima: tiene 15 casas, y una igl. parr. servida por un cura y un sacristan. Confina el térm. con los de Matillas, Pozancos, Palazuelos y Riosalido: el terreno bañado por un arroyo que brota en el térm., es de mediana calidad. caminos: los locales en mal estado. correo: se recibe y despacha en Sigüenza. prod.: cereales y legumbres. pobl.: 10 vec., 53 alm. cap. prod.: 38,000 rs. imp.: 15,200. contr.: 808.
(Madoz, 1849, p. 225)

## Patrimonio
Además de su iglesia, destaca en el casco urbano la rehabilitación del antiguo molino de la localidad transformado en la denominada Casa Hueca, interesante ejemplo de recuperación de la arquitectura rural.